# St. Vitus (Vestrup)

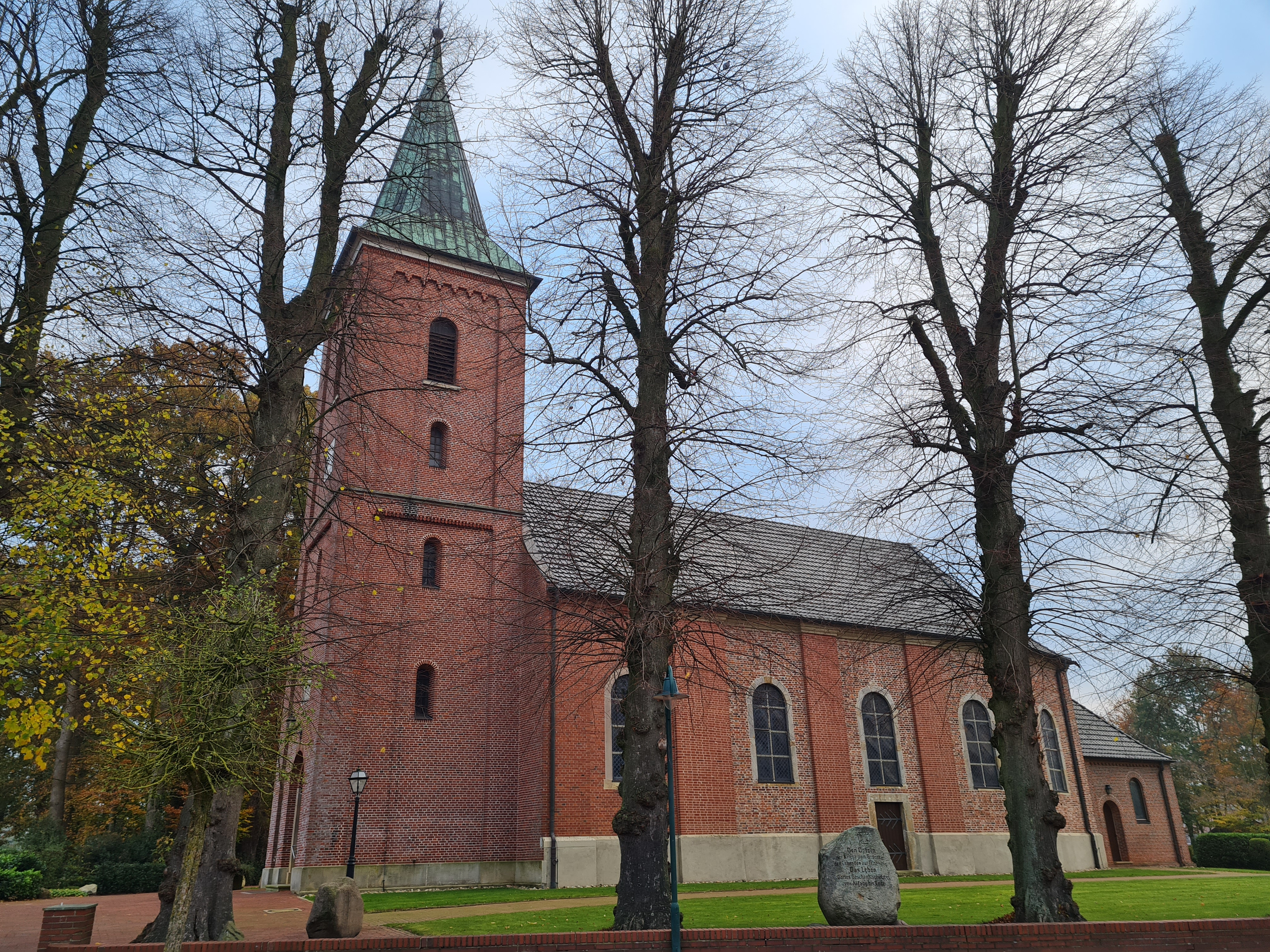
St. Vitus, Vestrup

St. Vitus in Vestrup, Gemeinde Bakum, ist eine Filialkirche der katholischen Pfarrgemeinde St. Johannes Baptist Bakum, die dem Dekanat Vechta des Bistums Münster angehört.

## Geschichte
Das Kirchspiel Vestrup wurde vor 1208 von Bakum (St. Johannes Baptist) abgepfarrt. Die jetzige Kirche wurde 1770 bis 1771 erbaut und 1772 geweiht. Sie ersetzte eine schlichte Fachwerkkirche mit hölzernem Glockenturm. Für den Bau wurde Abbruchmaterial der 1769 geschleiften Zitadelle Vechta verwendet. Von 1853 bis 1856 wurde die Kirche durch Josef Niehaus erweitert.

## Baubeschreibung
St. Vitus war ursprünglich eine dreijochige Saalkirche im spätbarocken Stil aus rotem Backstein mit rundbogigen Fenstern und dreiseitigem Abschluss an der Ostseite. Bei der Erweiterung wurden ein viertes Joch und der Turm an der Westseite angefügt.

## Ausstattung
Die Kanzel aus dem Jahr 1591 stammt aus dem Vorgängerbau der St.-Andreas-Kirche in Cloppenburg und gilt als älteste erhaltene Kanzel im ehemaligen Niederstift Münster.
Aus der Kirche der Zitadelle Vechta wurde der Hochaltar von ca. 1760 übernommen, auf dem sich Figuren der Apostel Petrus und Paulus befinden, die vermutlich von Johann Heinrich König gefertigt wurden.